# Fustiger
Genre
Synonymes
- Commatocerus Raffray, 1882

Fustiger est un genre de coléoptères de la famille des Staphylinidae.

## Systématique
Selon Catalogue of Life (4 décembre 2016), les trois espèces suivantes sont reconnues :
- Fustiger fuchsii Brendel, 1866
- Fustiger knausii Schaeffer, 1906
- Fustiger stricticornis (Reitter, 1883)